# (500570) 2012 UB68
(500570) 2012 UB68 es un asteroide que forma parte del cinturón interior de asteroides descubierto el 18 de septiembre de 2012 por el equipo del Spacewatch desde el Observatorio Nacional de Kitt Peak, Arizona, Estados Unidos.

## Designación y nombre
Designado provisionalmente como 2012 UB68.

## Características orbitales
2012 UB68 está situado a una distancia media del Sol de 1,892 ua, pudiendo alejarse hasta 2,101 ua y acercarse hasta 1,683 ua. Su excentricidad es 0,110 y la inclinación orbital 21,78 grados. Emplea 950,853 días en completar una órbita alrededor del Sol.

## Características físicas
La magnitud absoluta de 2012 UB68 es 18. 